# May Sutton

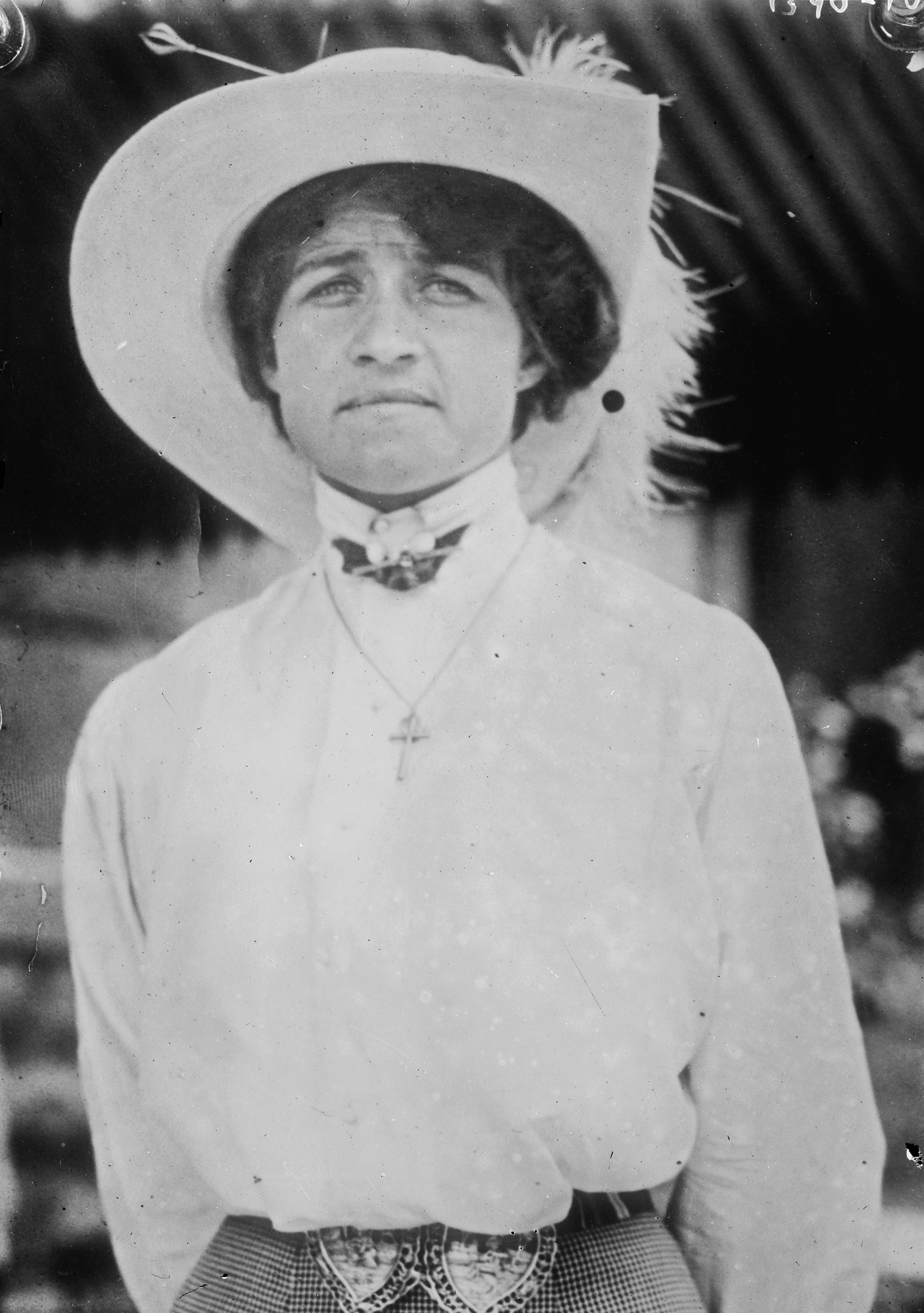
May Sutton.

May Godfrey Sutton Bundy (Plymouth, Inglaterra, 25 de septiembre de 1886 - Santa Mónica, California, Estados Unidos, 4 de octubre de 1975) fue una tenista estadounidense. Fue la primera estadounidense que consiguió vencer en el Campeonato de Wimbledon.

## Biografía
A los seis años su familia se mudó a un rancho cerca de Pasadena (California), donde tanto ella como sus hermanas jugaron al tenis en una pista que construyó su padre. Las hermanas Sutton: May, Violet, Floerence y Ethel dominaron la escena californiana del tenis. En 1904, a la edad de 18 años, May Sutton ganó los Primeros Campeonatos Estadounidenses de Tenis (hoy conocido como Abierto de Estados Unidos) en la categoría individual femenina. Junto a Miriam Hall ganó también la final de dobles femeninos.
Un año más tarde sería la primera tenista estadounidense que venciera en el Campeonato de Wimbledon en la versión individual femenina, venciendo en la final a la que era entonces vigente campeona, Dorothea Douglass. Su vestuario dio que hablar, pues tanto los codos como los tobillos estaban al descubierto, algo muy generoso para lo que era habitual por aquel entonces. En los años siguientes se repitieron los participantes en la final: en 1906 ganó Dorothea Douglass y en 1907 May Sutton. Tras este partido no volvió a jugar en Inglaterra.
En 1912 contrajo matrimonio con Tom Bundy, jugador de tenis y vencedor en tres ocasiones del Abierto de Estados Unidos. En 1925, con 39 años, volvió al tenis de competición alcanzando el cuarto puesto en el ranking estadounidense. Ese mismo año jugó la final de dobles femeninos del Abierto de Estados Unidos. Con casi 40 años fue convocada para representar a su país en la Wightman Cup. En 1928 y 1929 jugó con su hija, Dorothy Bundy el dobles femenino del Abierto de Estados Unidos, algo insólito en el torneo. Su sobrino John Doeg ganó en 1930 el Abierto de Estados Unidos y en 1938 su hija, Dorothy venció en el Abierto de Australia.
En 1956 se incluyó a May Sutton en el Hall of Fame del tenis internacional. Nunca dejó de jugar al tenis hasta su muerte con más de 80 años.